# برایان وان هالت
برایان وان هالت (انگلیسی: Brian Van Holt؛ زادهٔ ۶ ژوئیهٔ ۱۹۶۹) هنرپیشه اهل ایالات متحده آمریکا است. وی از سال ۱۹۹۶ میلادی تاکنون مشغول فعالیت بوده‌است.

## گزیده فیلمشناسی

### فیلم
- سقوط شاهین سیاه (۲۰۰۱)
- رمزگویان باد (۲۰۰۲)
- اعتماد (۲۰۰۳)
- بیسیک (۲۰۰۳)
- سوات (۲۰۰۳)
- مرد خانه (۲۰۰۵)
- خانه مومی (۲۰۰۵)
- گلوله به سر (۲۰۱۲)
- وحشی (۲۰۱۴)
- کمینگاه دزدان (۲۰۱۸)

### مجموعه تلویزیونی
- داستان‌های باورنکردنی (۱۹۹۸)
- سکس و شهر (۱۹۹۹)
- فرزندان آشوب (۲۰۰۸)
- دارودسته (۲۰۰۸)
- سی‌اس‌آی: میامی (۲۰۰۹)
- مهره سوخته (۲۰۰۹)
- سی‌اس‌آی (۲۰۱۲)
- مأموران شیلد (۲۰۱۴)
- اجتماع (۲۰۱۵)